# یوهی تاکه‌دا
یوهی تاکه‌دا (ژاپنی: 武田 洋平؛ زادهٔ ۳۰ ژوئن ۱۹۸۷) یک بازیکن فوتبال اهل ژاپن است.
از باشگاه‌هایی که در آن بازی کرده‌است می‌توان به باشگاه فوتبال شیمیزو اس-پالس، باشگاه فوتبال آلبیرکس نیگاتا، باشگاه فوتبال گامبا اوساکا، باشگاه فوتبال سرزو اوساکا و باشگاه فوتبال اوئیتا ترینیتا اشاره کرد.